# Litton (Derbyshire)
Pour les articles homonymes, voir Litton.
Litton est une paroisse civile et un village du Derbyshire, en Angleterre.